# Маккаби Маалот
Фехтовальный клуб «Маккаби Маалот» Израиль 

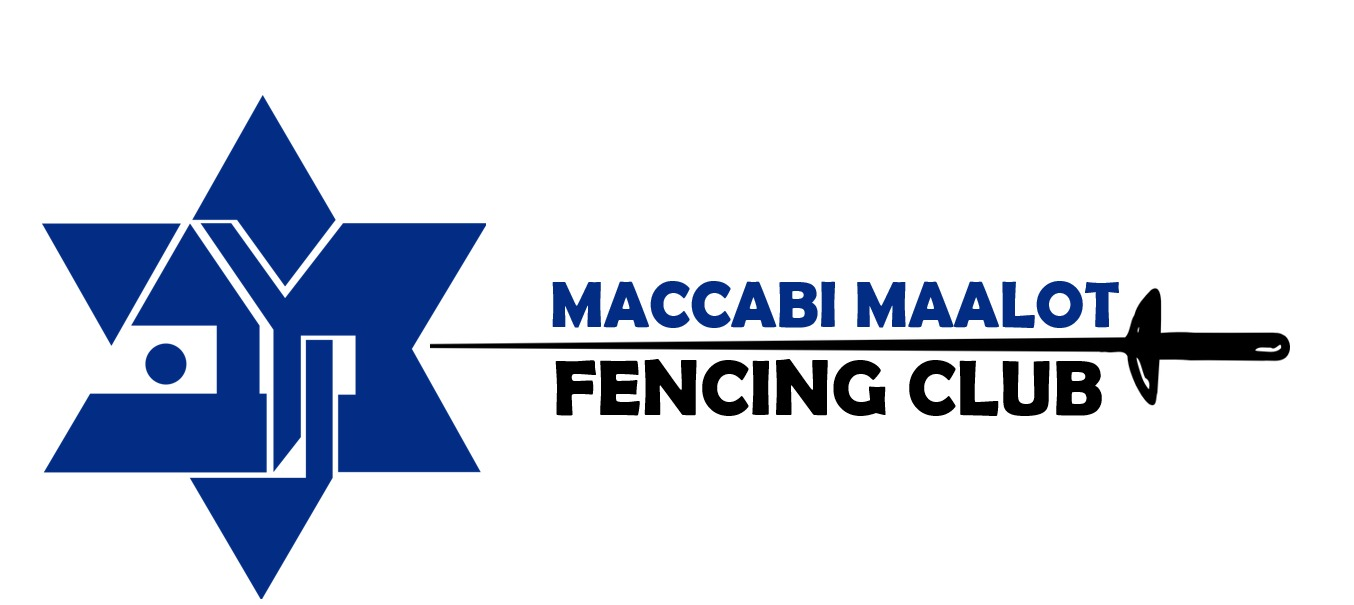
Фехтовальный клуб «Маккаби Маалот»

Фехтовальный клуб «Маккаби Маалот» из израильского города Маалот-Таршиха был основан в 1994 году. Специализируется на фехтовании шпагой (мужчины и женщины). Один из ведущих и самых успешных фехтовальных клубов с самым большим количеством завоёванных медалей в истории государства Израиль. Фехтовальщики клуба входят в мужскую и женскую сборную команды Израиля по фехтованию шпагой во всех возрастных категориях — «взрослые», «юниоры» и «кадеты».

## История
Фехтовальный клуб «Маккаби Маалот» был основан в 1994 году тренером по фехтованию Яковом Фердманом в израильском городе Маалот-Таршиха.
Клуб считается одним из самых молодых ведущих спортивных клубов Израиля достигшим самых высоких результатов как в стране, так и на международной арене. С момента своего основания клуб вырастил самое большое количество чемпионов и призеров в истории фехтования шпагой.
К 2025 году фехтовальщики клуба завоевали 34 медали на чемпионатах мира и Европы среди кадетов и юниоров.
Чемпионы мира и Европы среди кадетов и юниоров в индивидуальном и командном зачёте . Юниоры и кадеты клуба завоевали более 70 медалей на соревнованиях кубока мира и Европы, и сотни медалей на чемпионатах Израиля и соревнованиях кубка Страны.
«Маккаби Маалот» - единственный фехтовальный клуб в Израиле, который открыл общежитие рядом с тренировочным залом для спортсменов и тренеров, которые проходят тренировочные сборы.
Муниципальный Отдел спорта оценив по достоинству достижения клуба одобрил создание дневной школы-интерната и Центра передового опыта по фехтованию на тренировочной базе, расположенной в Маалоте.

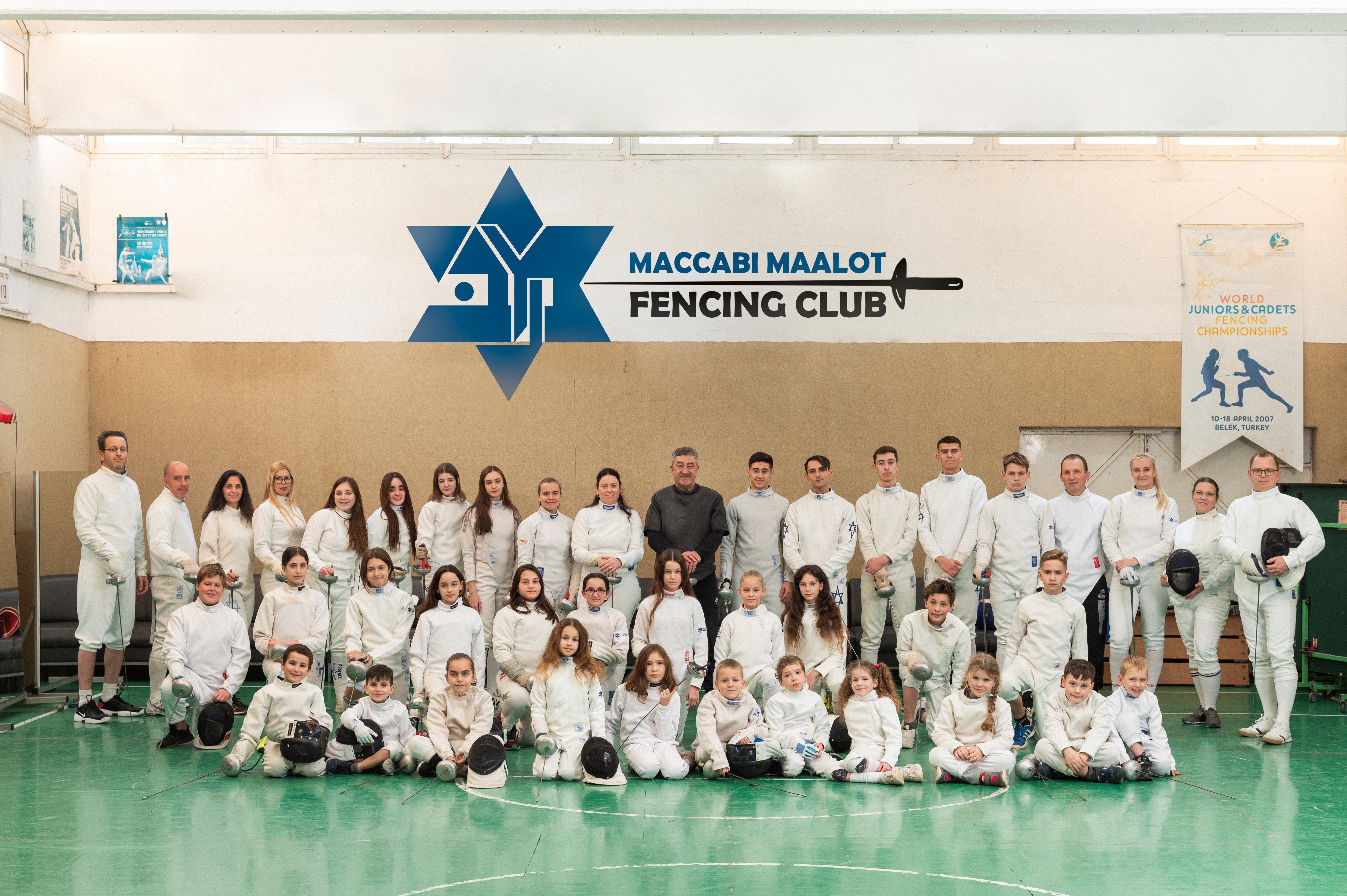
Фехтовальный клуб «Маккаби Маалот» Израиль

## Управление клубом
Юрий Кучер - президент фехтовального клуба «Маккаби Маалот»
Идан Кфир - генеральный директор городской спортивной ассоциации
Яков Борухович Фердман – директор клуба «Маккаби Маалот»

## Тренерский состав
Яков Борухович Фердман - главный тренер клуба «Маккаби Маалот»
Анна Княжицкая  – тренер

## Достижения клуба в индивидуальных и командных соревнованиях

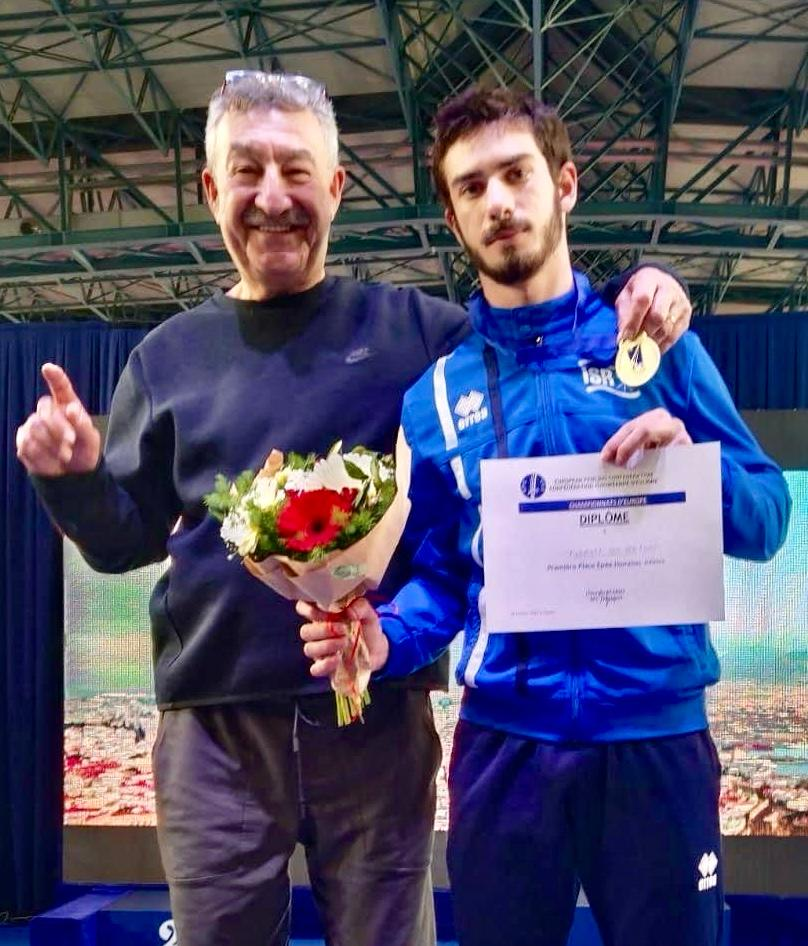
Яков Фердман и Дов Бер Виленский Чемпионат Европы 2024 среди юниоров Италия

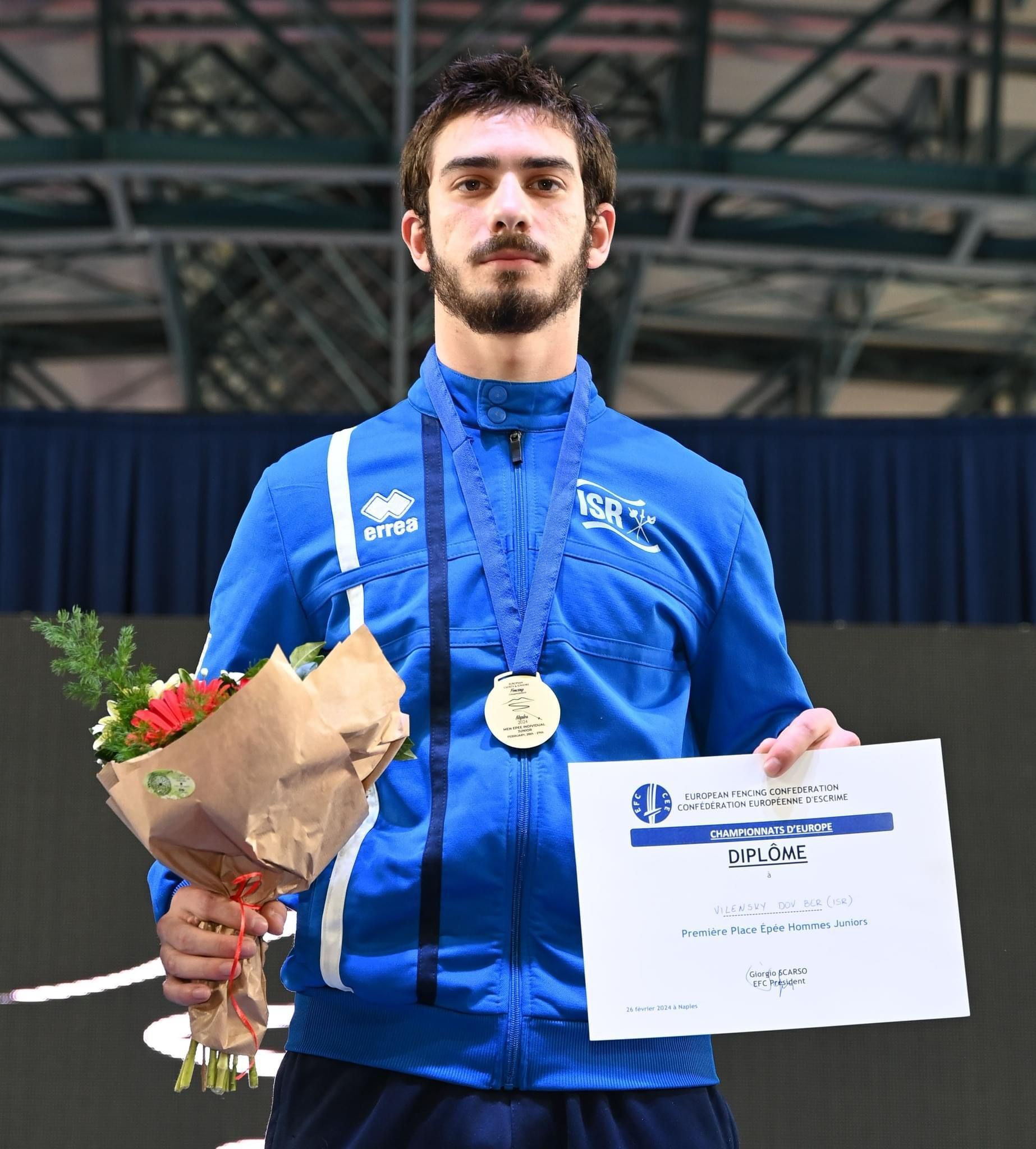
Дов Бер Виленский Чемпион Европы 2024 среди юниоров Италия

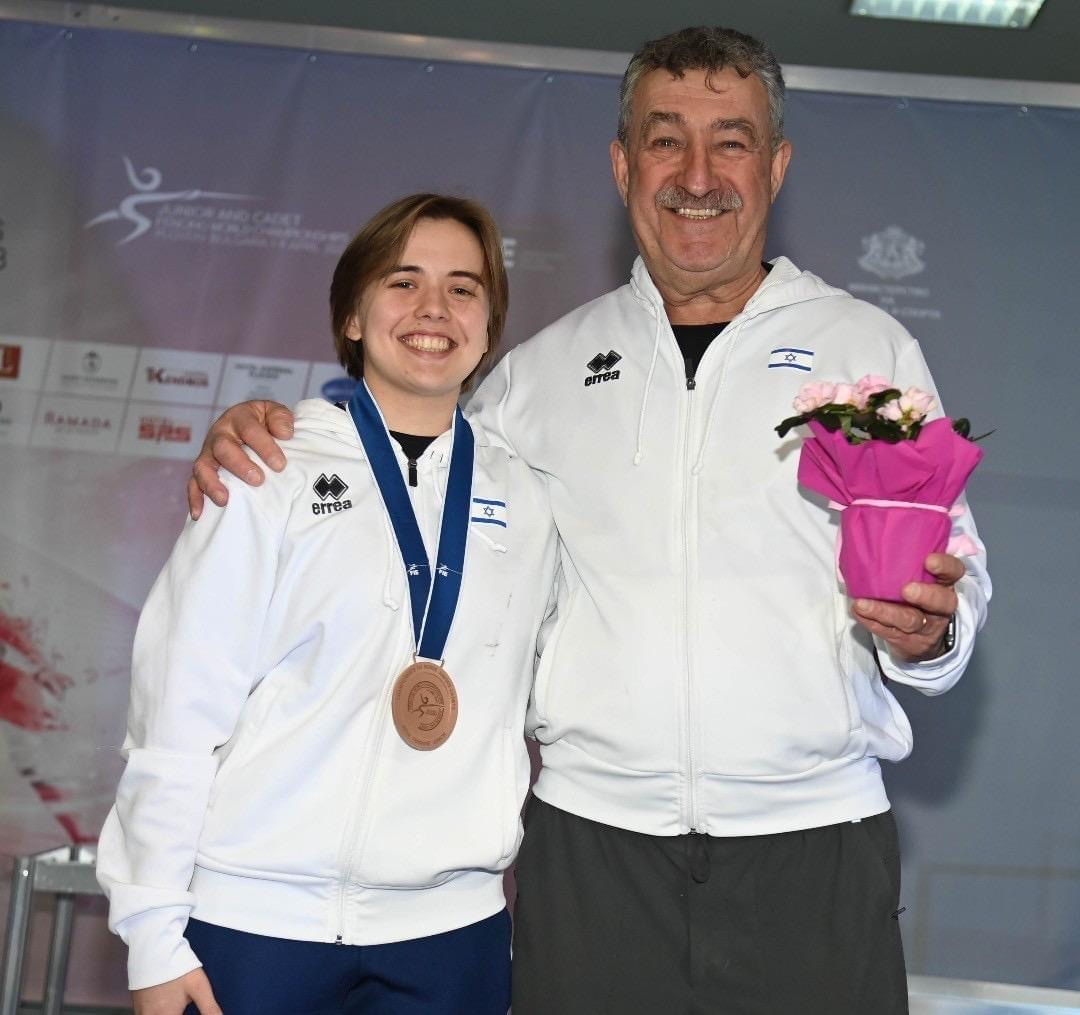
Nicol Feigin and Yakov Ferdman Junior Championships Plovdiv 2023

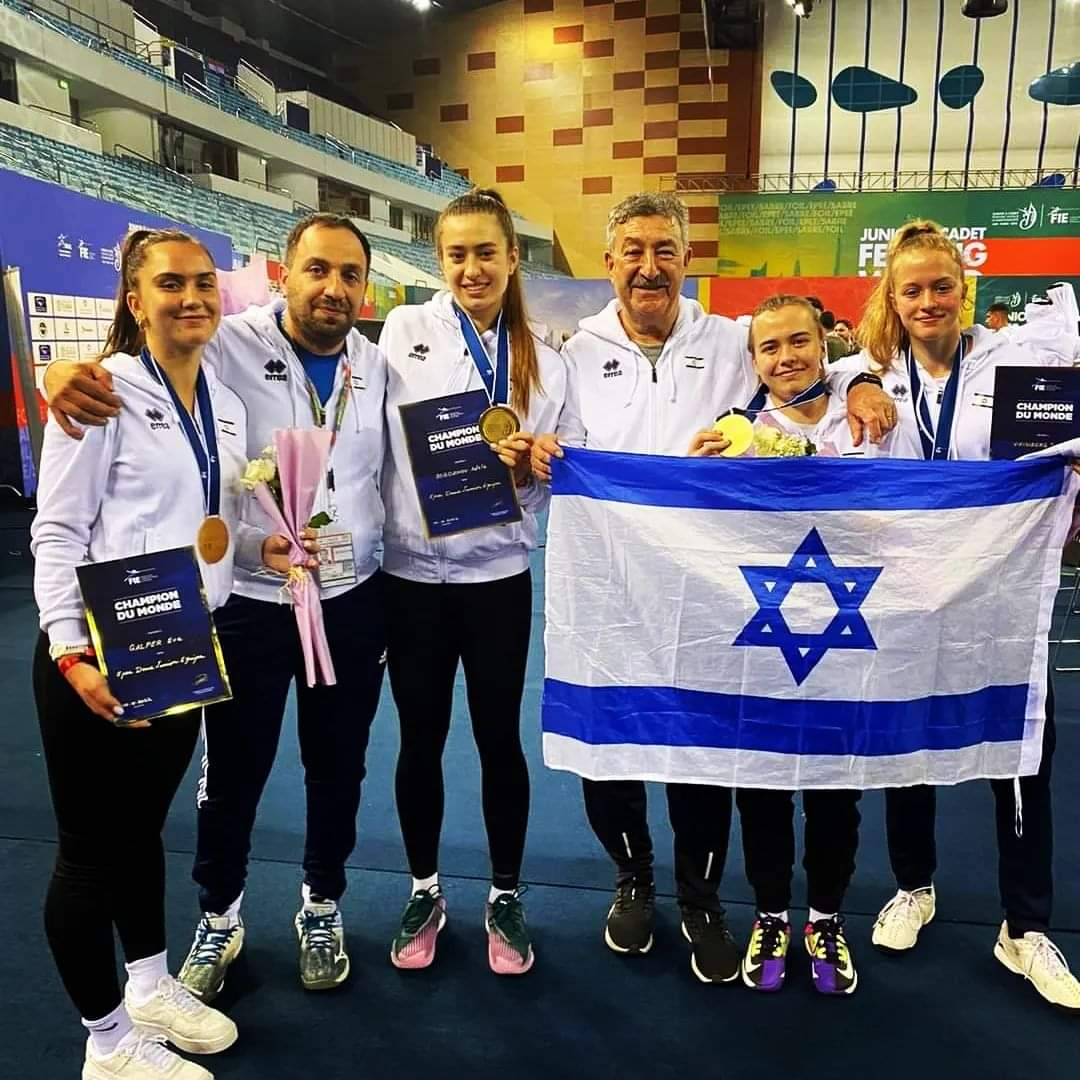
Чемпионки мира среди юниоров Дубай 2022.Tренера сборной Израиля, Яков Фердман и Александр Иванов.

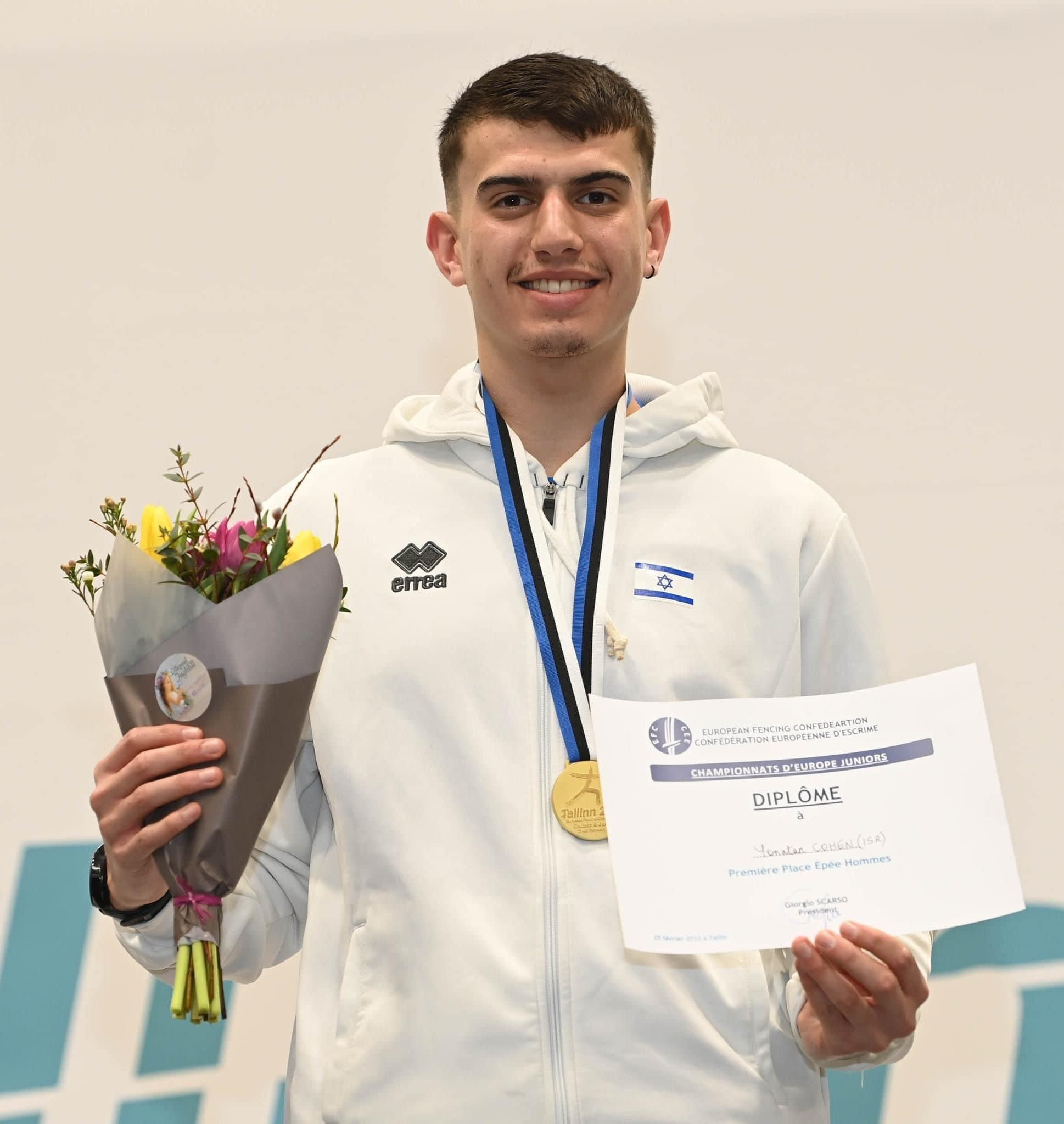
Йонатан Коэн Золотая медаль чемпионата Европы Талин 2023 Эстония

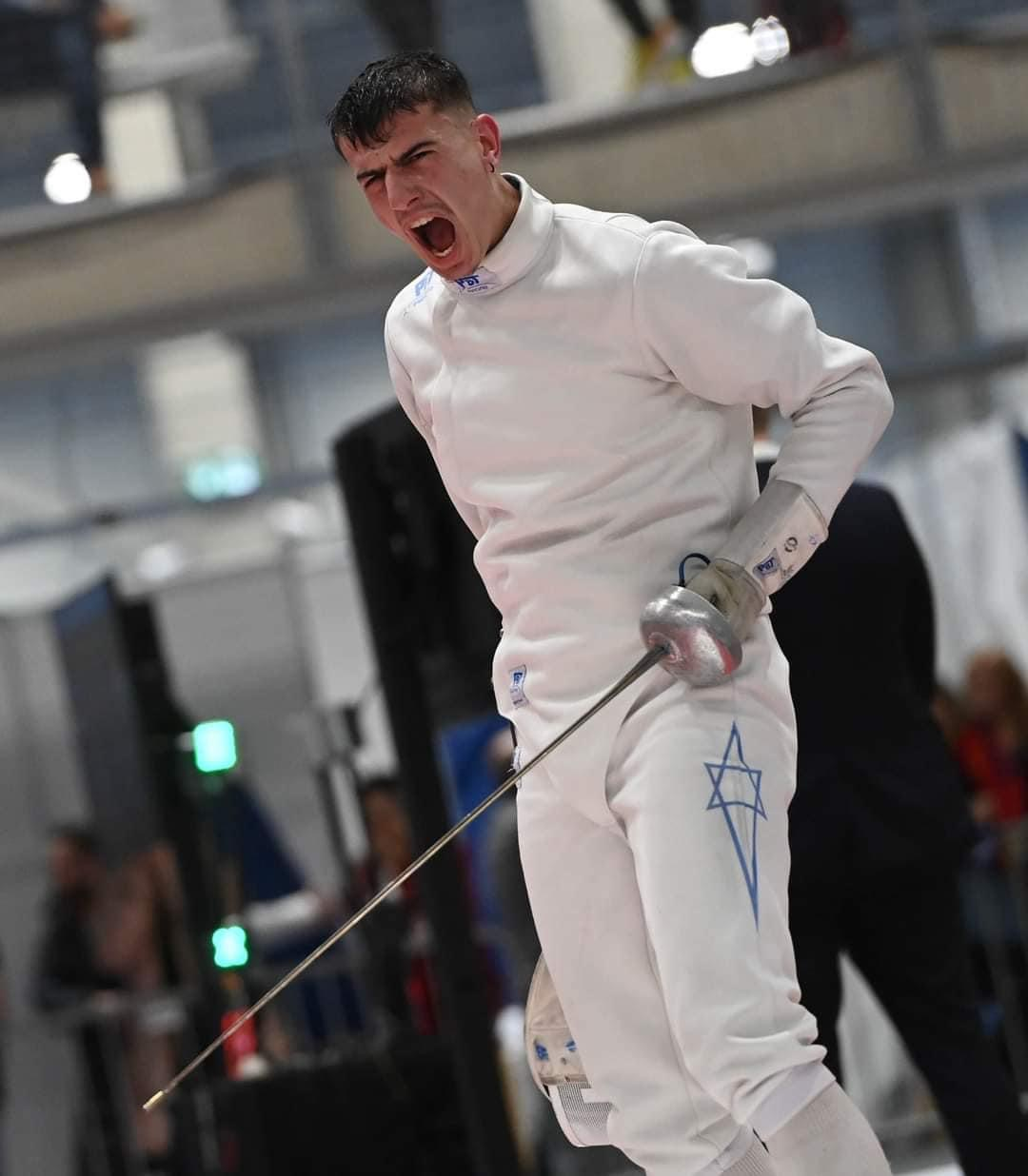
Junior Championship Talin 2023

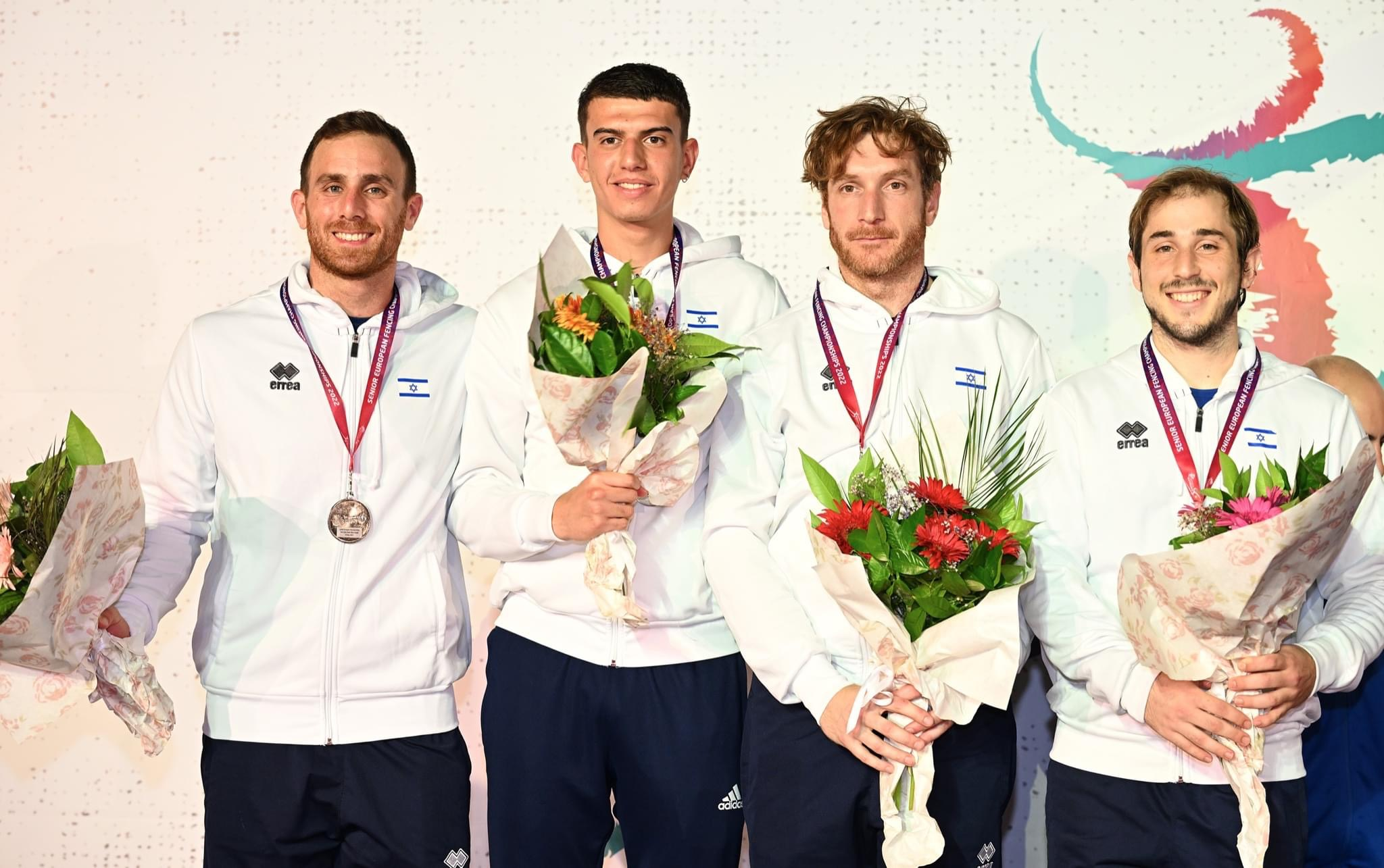
Чемпионат Европы 2022 в Анталье

| Медали  | Индивидуальные | Командные | Количество |
| ------- | -------------- | --------- | ---------- |
| Золото  |                | 1         | 1          |
| Серебро | 1              |           | 1          |
| Бронза  | 3              |           | 3          |
| Всего   | 4              |           | 5          |

| Медали  | Индивидуальные | Командные | Количество |
| ------- | -------------- | --------- | ---------- |
| Золото  | 2              |           | 2          |
| Серебро | 1              |           | 1          |
| Бронза  | 1              |           | 1          |
| Всего   | 4              |           | 4          |

| Медали  | Индивидуальные | Командные | Количество |
| ------- | -------------- | --------- | ---------- |
| Золото  |                |           |            |
| Серебро |                | 1         | 1          |
| Бронза  |                |           |            |
| Всего   |                | 1         | 1          |

| Медали  | Индивидуальные | Командные | Количество |
| ------- | -------------- | --------- | ---------- |
| Золото  | 3              | 3         | 6          |
| Серебро | 2              | 1         | 3          |
| Бронза  | 3              | 2         | 5          |
| Всего   | 7              | 5         | 14         |

| Медали  | Индивидуальные | Командные | Количество |
| ------- | -------------- | --------- | ---------- |
| Золото  |                | 2         | 2          |
| Серебро | 1              | 1         | 2          |
| Бронза  | 3              | 2         | 5          |
| Всего   | 3              | 3         | 9          |

| Медали  | Индивидуальные | Командные | Количество |
| ------- | -------------- | --------- | ---------- |
| Золото  |                |           |            |
| Серебро | 1              |           |            |
| Бронза  |                |           |            |
| Всего   | 1              |           | 1          |

| Медали  | Индивидуальные | Командные | Количество |
| ------- | -------------- | --------- | ---------- |
| Золото  |                |           |            |
| Серебро |                |           |            |
| Бронза  | 1              |           | 1          |
| Всего   | 1              |           | 1          |

| Медали  | Индивидуальные | Командные | Количество |
| ------- | -------------- | --------- | ---------- |
| Золото  | 4              | 7         | 11         |
| Серебро |                |           |            |
| Бронза  |                |           |            |
| Всего   | 4              | 7         | 11         |

## Медалисты
Анастасия Фердман
Бронзовая медаль чемпионата мира 2000 г. среди юниоров
Серебряная медаль чемпионата Европы 2004 г. среди юниоров в командном зачете
Золотая медаль Маккабиады 2001 г. в командном зачете
Золотая медаль Маккабиады 2005 г. в командном зачете
Золотая медаль Маккабиады 2005 г.
Алина Фердман
Золотая медаль Маккабиады 2009 г.
Золотая медаль Маккабиады 2009 г. в командном зачете
Анна Лондон
Золотая медаль Маккабиады 2001 г. в командном зачете
Золотая медаль Маккабиады 2005 г. в командном зачете
Золотая медаль Маккабиады 2013 г. в командном зачете
Золотая медаль Маккабиады 2017 г. в командном зачете
Николь Таль
Бронзовая медаль чемпионата мира 2014 г. среди юниоров
Бронзовая медаль Универсиады 2019 г.
Золотая медаль Маккабиады 2013 г. в командном зачете
Золотая медаль Маккабиады 2017 г. в командном зачете
Алёна Комарова
Золотая медаль чемпионата мира 2013 г. среди кадетов
Серебряная медаль чемпионата мира 2011 г. среди кадетов
Серебряная медаль чемпионата Европы 2011 г. среди юниоров
Золотая медаль чемпионата Европы 2011 г. среди кадетов в командном зачете
Золотая медаль Маккабиады 2013 г. в командном зачете
Дана Стрельникова
Золотая медаль чемпионата мира 2012 г. среди кадетов
Бронзовая медаль чемпионата Европы 2010 г. среди юниоров
Золотая медаль чемпионата Европы 2011 г. среди кадетов в командном зачете
Бронзовая медаль чемпионата Европы среди кадетов 2011 г.
Вера Каневская
Золотая медаль чемпионата Европы 2017 г. среди юниоров
Золотая медаль Маккабиады 2017 г.
Золотая медаль Маккабиады 2017 г. в командном зачете
Злата Лернер
Серебряная медаль чемпионата Европы 2004 г. среди юниоров в командном зачете
Дмитрий Прохоров
Бронзовая медаль Чемпионат Европы 2007 г. среди кадетов
Серебряная медаль чемпионата Европы 2009 г. среди юниоров в командном зачете
Даниэль Ландау
Серебряная медаль чемпионата Европы 2009 г. среди юниоров  в командном зачете
Джонатан Хаит
Серебряная медаль чемпионата Европы 2010 г. среди юниоров в командном зачете
Ариэль Дризин
Бронзовая медаль чемпионата Европы 2015 г. среди юниоров в командном зачете
Золотая медаль Чемпионат Европы 2011 г. среди кадетов в командном зачете
Золотая медаль Маккабиады 2013 г. в командном зачете
Роха Каневская
Бронзовая медаль чемпионата Европы 2010 г. среди кадетов
Золотая медаль чемпионат Европы 2011 г. среди кадетов в командном зачете
Николь Фейгин
Серебряная медаль чемпионата Европы 2019 г. среди кадетов в командном зачете
Серебряная медаль чемпионата мира 2022 г. среди юниоров
Золотая медаль чемпионата мира 2022 г. среди юниоров в командном зачете
Серебряная медаль чемпионата Европы 2023 г. среди юниоров
Бронзовая медаль чемпионата Европы 2023 г. среди юниоров в командном зачете
Бронзовая медаль чемпионата мира 2023 г. среди юниоров
Адель Богданова
Серебряная медаль чемпионата Европы 2019 г. среди кадетов в командном зачете
Золотая медаль чемпионата мира 2022 г. среди юниоров в командном зачете
Бронзовая медаль чемпионата Европы 2023 г. среди юниоров в командном зачете
Камилла Директор
Серебряная медаль чемпионата Европы 2019 г. среди кадетов в командном зачете
Марк Цепелевич
Золотая медаль Маккабиады 1993 г.
Золотая медаль Маккабиады 1993 г. в командном зачете
Эдуард Хаит
Золотая медаль Маккабиады 1993 г. в командном зачете
Анна Тюленева
Золотая медаль Маккабиады 2001 г. в командном зачете
Золотая медаль Маккабиады 2005 г.  в командном зачете
Мария Шиманович
Золотая медаль Маккабиады 2009 г.  в командном зачете
Александра Кравец
Серебряная медаль чемпионата Европы 2022 г. среди кадетов
Бронзовая медаль чемпионата Европы 2022 г. среди кадетов в командном зачете
Бронзовая медаль чемпионата Европы 2023 г. среди юниоров
Бронзовая медаль чемпионата Европы 2023 г. среди юниоров в командном зачете
Бронзовая медаль чемпионата мира 2025 г. среди кадетов
Михаль Коэн
Бронзовая медаль чемпионата Европы 2022 г. среди кадетов в командном зачете
Йонатан Коэн
Бронзовая медаль чемпионата Европы 2022 г. среди юниоров
Серебряная медаль чемпионата Европы 2022 г. в командном зачете
Золотая медаль чемпионата Европы 2023 г. среди юниоров
Серебряная медаль Гран При 22/23 Будапешт 2023 
Омер Барух
Бронзовая медаль чемпионата Европы 2022 г. среди кадетов в командном зачете
Дов Бер Виленский
Золотая медаль чемпионата Европы 2024 г. среди юниоров
Золотая медаль чемпионата Европы 2024 г. среди юниоров в командном зачете